# Storbacksjön, Dalarna
Storbacksjön är en sjö i Hedemora kommun i Dalarna och ingår i Dalälvens huvudavrinningsområde. Sjön har en area på 0,142 kvadratkilometer och ligger 136,6 meter över havet. Sjön avvattnas av vattendraget Flins Bäck (Lerbäcken).

## Delavrinningsområde
Storbacksjön ingår i det delavrinningsområde (669472-152592) som SMHI kallar för Utloppet av Storbäckssjön. Medelhöjden är 169 meter över havet och ytan är 1,55 kvadratkilometer. Räknas de 9 avrinningsområdena uppströms in blir den ackumulerade arean 69,76 kvadratkilometer. Flins Bäck (Lerbäcken) som avvattnar avrinningsområdet har biflödesordning 2, vilket innebär att vattnet flödar genom totalt 2 vattendrag innan det når havet efter 170 kilometer. Avrinningsområdet består mestadels av skog (88 procent). Avrinningsområdet har 0,13 kvadratkilometer vattenytor vilket ger det en sjöprocent på 8,2 procent.